# Montenegrina
Montenegrina – rodzaj ślimaków z rzędu trzonkoocznych i rodziny świdrzykowatych (Clausiliidae). Endemit zachodnich Bałkanów.

## Ekologia i występowanie
Ślimaki te zasiedlają tereny skaliste o wapiennym podłożu, w tym klify, wąwozy oraz lasy i łąki alpejskie o kamienistym podłożu. Bytują w szczelinach skalnych, pomiędzy kamieniami i pod głazami. Niektóre gatunki spotkać można także na kamiennych murach. Zaliczane są do zdrapywaczy. Ich pokarm stanowią drobne organizmy roślinne.
Rodzaj ten jest endemiczny dla Półwyspu Bałkańskiego, ograniczony w swym występowaniu do południowo-adriatycko-jońskiej prowincji biogeograficznej. Znany jest z Czarnogóry, Macedonii Północnej, Albanii i północno-zachodniej Grecji. W Czarnogórze rozprzestrzeniony jest wzdłuż wybrzeża Morza Adratyckiego, na południe od Zatoki Kotorskiej. Na północ sięga do południowych skrajów Gór Dynarskich. Na południe dociera do północnej części gór Pindos. Z kolei wschodnią granicę zasięgu wyznaczają dorzecze Wardaru i Kosowe Pole.
Na obszarze zasięgu dogodne dla tych ślimaków siedliska są pofragmentowane, co w połączeniu z ich niską siłą dyspersyjną sprzyja powstawaniu izolowanych populacji i ich nieadaptacyjnej radiacji ewolucyjnej, stąd duża różnorodność taksonomiczna tego rodzaju.

## Taksonomia
Takson ten wprowadzony został w 1877 roku przez Oskara Boettgera jako podrodzaj Clausilia (Montenegrina). Jako gatunek typowy wyznaczył on Clausilia cattaroensis, zaś nadana przezeń nazwa rodzajowa pochodzi od Czarnogóry, miejsca gdzie ów gatunek występuje. Do rangi osobnego rodzaju wyniósł go w 1961 roku Rolf Brandt. W 1972 roku Hartmut Nordsieck wprowadził podział Montenegrina na podrodzaje, który jednak nie został zaakceptowany przez późniejszych autorów. W 2009 roku Nordsieck dokonał rewizji taksonomicznej rodzaju dzieląc go na osiem grup gatunków. W 2016 roku kolejnej rewizji rodzaju dokonali Zoltán Fehér i Miklós Szekeres wyróżniając liczne nowe gatunki i podgatunki.
Molekularna analiza filogenetyczna rodziny przeprowadzona w 2013 roku przez Dennisa R. Uita de Weerd‬a i Ediego Gittenbergera wskazuje, że rodzaj Montenegrina należy do plemienia Alopiini, w obrębie którego najbliżej spokrewniony jest z rodzajami Alopia i Herilla. Wcześniej rodzaj ten bywał wraz z Protoherilla wyłączany do odrębnego plemienia Montenegrinini.
Do rodzaju tego zalicza się 68 opisanych gatunków:

- Montenegrina apfelbecki (Sturany, 1907)
- Montenegrina atanasiensis De Mattia, Fehér, Mason & Haring, 2020
- Montenegrina attemsi (A.J. Wagner, 1914)
- Montenegrina cattaroensis (Rossmässler, 1835)
- Montenegrina chiasma H. Nordsieck, 1972
- Montenegrina csikii Erőss & Szekeres, 2006
- Montenegrina dennisi E. Gittenberger, 2002
- Montenegrina desaretica Fehér & Szekeres, 2016
- Montenegrina dofleini (A.J. Wagner, 1928)
- Montenegrina drimica H. Nordsieck, 1972
- Montenegrina drimmeri Fehér & Szekeres, 2006
- Montenegrina edmundi Szekeres, 2006
- Montenegrina ersekensis H. Nordsieck, 1996
- Montenegrina flava Erőss & Szekeres, 2006
- Montenegrina fuchsi R.A. Brandt, 1961
- Montenegrina fusca Fehér & Szekeres, 2006
- Montenegrina globocica De Mattia, Fehér, Mason & Haring, 2020
- Montenegrina golikutensis Fehér & Szekeres, 2016
- Montenegrina gracilis Erőss & Szekeres, 2006
- Montenegrina grammica H. Nordsieck, 1988
- Montenegrina gregoi Fehér & Szekeres, 2016
- Montenegrina gropana Fehér & Szekeres, 2016
- Montenegrina haringae Fehér & Szekeres, 2016
- Montenegrina helvola (Küster, 1853)
- Montenegrina hiltrudae H. Nordsieck, 1972
- Montenegrina iba H. Nordsieck, 1972
- Montenegrina improvisa Fehér & Szekeres, 2016
- Montenegrina jakupicensis Fauer, 1993
- Montenegrina janinensis (Mousson, 1859)
- Montenegrina kastoriae H. Nordsieck, 1972
- Montenegrina klemmi R.A. Brandt, 1962
- Montenegrina lambdaformis P.L. Reischütz & Sattmann, 1990
- Montenegrina laxa (Küster, 1860)
- Montenegrina lillae Fehér & Szekeres, 2016
- Montenegrina minuscula Erőss & Szekeres, 2006
- Montenegrina miraka H. Nordsieck, 1996
- Montenegrina nana Fehér & Szekeres, 2006
- Montenegrina nobilis Erőss & Szekeres, 2006
- Montenegrina ochridensis (A.J. Wagner, 1925)
- Montenegrina okolensis Szekeres, 2006
- Montenegrina pallida Fauer, 1993
- Montenegrina perstriata (A.J. Wagner, 1919)
- Montenegrina pifkoi Fehér & Szekeres, 2016
- Montenegrina pindica H. Nordsieck, 1988
- Montenegrina pinteri H. Nordsieck, 1974
- Montenegrina prespaensis H. Nordsieck, 1988
- Montenegrina prokletiana Fehér & Szekeres, 2016
- Montenegrina protruda E. Gittenberger, 2002
- Montenegrina puskasi Fehér & Szekeres, 2016
- Montenegrina radikae H. Nordsieck, 1972
- Montenegrina remota Fehér & Szekeres, 2006
- Montenegrina rugilabris (Mousson, 1859)
- Montenegrina sattmanni H. Nordsieck, 1988
- Montenegrina selcensis Fehér & Szekeres, 2016
- Montenegrina skipetarica (Soós, 1924)
- Montenegrina soosi Erőss & Szekeres, 2006
- Montenegrina sporadica H. Nordsieck, 1974
- Montenegrina stankovici (Urbański, 1960)
- Montenegrina sturanyana Fehér & Szekeres, 2016
- Montenegrina subcristata (Küster, 1847)
- Montenegrina tenebrosa H. Nordsieck, 2009
- Montenegrina timeae Erőss & Szekeres, 2006
- Montenegrina tomorosi R.A. Brandt, 1961
- Montenegrina tropojana Fehér & Szekeres, 2016
- Montenegrina umbilicata (O. Boettger, 1879)
- Montenegrina voidomatis H. Nordsieck, 1974
- Montenegrina wagneri Szekeres, 2006
- Montenegrina zilchi H. Nordsieck, 1974